# Heringia placida
Heringia placida är en tvåvingeart som först beskrevs av Charles Howard Curran 1921.  Heringia placida ingår i släktet gallblomflugor, och familjen blomflugor.
Artens utbredningsområde är Oregon. Inga underarter finns listade i Catalogue of Life.